# 宇土市立住吉中学校
宇土市立住吉中学校（うとしりつ すみよしちゅうがっこう）は、熊本県宇土市笹原町にある市立中学校。

## 沿革
- 1947年 - 緑川村立緑川中学校、網津村立網津中学校開校
- 1954年4月1日 - 宇土町立緑川中学校、宇土町立網津中学校に改称
- 1958年9月1日 - 統合して宇土町立住吉中学校となる
- 1958年10月1日 - 宇土市立住吉中学校に改称

## 著名な出身者
- 西山一星 - 元タレント
- 早瀬かな - 女優、タレント
- 植田直通 - プロサッカー選手、日本代表